# Genevès

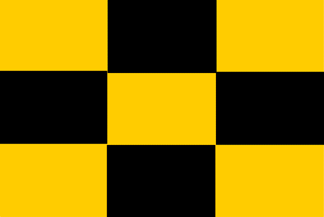
Moderna bandera heràldica

Genevès (en francoprovençal: Genevês) és una antiga província de Savoia, al sud de Ginebra. La capital històrica és la vila d'Annecy.
Els comptes de Gènova van governar la província fins que el 1564 passà a dependre de la Casa de Savoia i esdevingué un ducat. S'incorporà a Savoia el 1659 i s'annexionà a França el 1792.